# Sainte-Eusoye

Sainte-Eusoye este o comună în departamentul Oise, Franța. În 1 ianuarie 2022 avea o populație de 335 de locuitori.